# الجيل الثاني من المهاجرين في الولايات المتحدة
مهاجرو الجيل الثاني في الولايات المتحدة هم أشخاص ولدوا ونشأوا في الولايات المتحدة ويكون أحد والديهم على الأقل مولودًا في الخارج (أجنبيًا). على الرغم من أن هناك بعض الالتباس في مرجعية تعريف الجيل الثاني من الأمريكيين، فإن هذا التعريف مذكور من قِبل مراكز بحث مهمة مثل مكتب تعداد الولايات المتحدة ومركز بيو للدراسات.
مثلما يضمن التعديل الرابع عشر لدستور الولايات المتحدة الجنسية لأي فرد وُلد في الولايات المتحدة وخاضع أيضًا لسلطة الولايات المتحدة، فقد مُنح الأمريكيون من الجيل الثاني الجنسية الأمريكية بالولادة. بيد أنه تزايد الجدال السياسي حول إلغاء هذا الحق في السنوات الأخيرة. يزعم مناصرو هذه الدعوى أن هذا الحق يجذب الهجرة غير الشرعية إلى الولايات المتحدة. سيكون لإلغاء حق الجنسية بالولادة الأثر الأكبر على الأمريكيين من الجيل الثاني، إذ أن المكسيك هي بلد الأصل لغالبية المهاجرين غير المسجلين في الولايات المتحدة.
أدى الوجود المتزايد لمهاجري الجيل الأول في الولايات المتحدة إلى نمو في نسبة التعداد السكاني الذي يمكن تصنيفهم الجيل الثاني من الأمريكيين. يرجع هذا إلى أن احتمال إنجاب الأطفال من قِبل المهاجرين أكبر من احتماله عند البالغين من السكان الأصليين. في عام 2009، كان المهاجرون، الشرعيون وغير الشرعيون، أهالي نحو 23% من جميع الأطفال في الولايات المتحدة. تؤثر العملية التي خضع فيها مهاجرو الجيل الثاني لاندماج في مجتمع الولايات المتحدة على نجاحهم الاقتصادي وتحصيلهم التعليمي، باعتبار التوجه العام فيه تحسن من ناحية المداخيل والتعليم بالنسبة إلى جيل الوالدين. تتزايد أهمية أثر الجيل الثاني من الأمريكيين على القوى العاملة المحلية وعلى البنية العرقية.

## الإحصائيات
في عام 2009، بلغ عدد مهاجري الجيل الثاني في الولايات المتحدة 33 مليون شخص، مُمثلين 11% من التعداد السكاني الوطني. هناك اختلافات كبيرة في مستويات الدخل والتعليم بين مهاجري الجيل الثاني ومهاجري الجيل الأول في الولايات المتحدة. تجري أمور مهاجري الجيل الثاني عمومًا بشكل أفضل ويندمجون بنجاح أكبر ضمن المجتمع الأمريكي.

## الدخل
يزداد احتمال حصول مهاجري الجيل الثاني على دخل أعلى بالمقارنة مع مهاجري الجيل الأول. في عام 2008، كان متوسط الدخل السنوي 42,297 دولارًا لمهاجري الجيل الثاني بينما كان متوسط الدخل السنوي لمهاجري الجيل الأول 32,631 دولارًا. في نفس السنة، وجد مكتب تعداد الولايات المتحدة أن مهاجري الجيل الثاني يملكون مداخيل أعلى بالمجمل، إذ يكسب 42% من تعداد مهاجري الجيل الثاني أكثر من 50,000 دولار مقارنة بنحو 31%  فقط من تعداد مهاجري الجيل الأول. يقل احتمال عيش مهاجري الجيل الثاني بالفقر مقارنةً بنظرائهم من الجيل الأول.

## مستويات التعليم
التعداد السكاني بحسب مرتبة الأجيال والتحصيل العلمي في الولايات المتحدة عام 2009
الجيل الثاني من المهاجرين أكثر تحصيلًا للشهادات مقارنة بمهاجري الجيل الأول، متجاوزين مرحلة تعليم أهلهم في عدة نواح. حققت نسبة كبيرة من مهاجري الجيل الثاني مستوى من التعليم أعلى من شهادة المدرسة الثانوية، إذ امتلك 59.2% على الأقل بعض التعليم الجامعي (أي أنهم التحقوا بالجامعة لكنهم لم يحصلوا على الشهادة) عام 2009. أيضًا عام 2009، حاز 33% من التعداد السكاني لمهاجري الجيل الثاني على الإجازة الجامعية. يوضح الرسم البياني السابق البيانات المجمعة من قِبل مكتب التعداد الأمريكي حول التحصيل التعليمي لأجيال المهاجرين في عام 2009.
يتضح من دراسات سابقة أن الهجرة عامل خطورة في عملية تنمية الطفل. في المقابل، يقوم العديد من المهاجرين المراهقين بأداء مماثل أو حتى أفضل من المراهقين المحليين، خصوصًا في المدرسة. أظهرت التقارير أن المراهقين المهاجرين يحصلون على درجات أفضل في المدرسة من نظرائهم المحليين، رغم حالتهم الاجتماعية الاقتصادية المتدنية. لكن، رغم اندماج الشباب المهاجرين ضمن ثقافة الولايات المتحدة، تصبح  حصيلتهم التنموية والتعليمية دون الحد الأمثل. تُعرف هذه الظاهرة باسم مفارقة الهجرة. هناك شرحان لهذه الظاهرة، أولهم نظام التعليم الحكومي المجاني في الولايات المتحدة؛ بالنسبة للمهاجرين اللاتينيين، إمكانية الحصول على تعليم مجاني هو عامل كبير في قرار الهجرة إلى أميركا وحالما يصلون إلى هناك فإنهم يشكلون ضغطًا كبيرَا على أطفالهم حول أهمية النجاح أكاديميًا في سبيل جعل حياتهم أفضل. عامل آخر يزيد من النجاح التعليمي المبدئي للمهاجرين وهو واقع أن أغلبهم ثنائي اللغة. تسمح ثنائية اللغة الأصلية للمهاجرين بإظهار أفضلية واضحة في استكمال الواجبات المركبة. 

## نظريات حول الاستيعاب الثقافي
معظم المهاجرين في الولايات المتحدة هم من غير البيض. يأتي المهاجرون من خلفيات متنوعة ويملكون ثقافات مميزة مأخوذة من بلدانهم الأصل. يواجه أولاد هؤلاء المهاجرين في الولايات المتحدة، المعروفون «بمهاجري الجيل الثاني»، نزاعًا ثقافيًا مع أهاليهم ومع التيار الاجتماعي السائد في الولايات المتحدة. يجري البحث بشكل متزايد عن العملية التي يندمج بها مهاجرو الجيل الثاني هؤلاء ضمن المجتمع، واقتُرحت نظريات متعددة حول الاستيعاب الثقافي لمهاجري الجيل الثاني.

### استيعاب مجزأ
يجري البحث كثيرًا في نظرية الاستيعاب المجزأ للجيل الثاني من المهاجرين في مجال علم الاجتماع. يركز الاستيعاب المجزأ على الفكرة القائلة بأن الأشخاص يأخذون مسارات مختلفة في كيفية تأقلمهم مع الحياة في الولايات المتحدة. تقول هذه النظرية أن هناك ثلاث طرق رئيسية مختلفة للاستيعاب عند مهاجري الجيل الثاني. ينصهر بعض المهاجرين بسهولة ضمن الطبقة المتوسطة البيضاء في أميركا، يختبر آخرون تماهيًا مع الطبقة الفقيرة والمهمشة (استيعاب متدني)، ويشهد آخرون نجاح اقتصادي متسارع مع الحفاظ على قيم مجتمعهم المهاجر.
تتضمن النظرية أيضًا ما يعرف بمفهوم أنماط الاندماج، وهي العوامل الخارجية الموجودة ضمن المجتمع المضيف التي تؤثر على الاستيعاب. أُنشأت هذه العوامل من قِبل السياسات التي تقوم عليها الحكومة، وقوة التحامل في المجتمع، وبنية الجماعات ذات الاثنية الواحدة داخل المجتمع. تؤثر أنماط الاندماج هذه على كيفية استيعاب الطفل ضمن مجتمع الولايات المتحدة، وتحدد إلى أي مدى سيكون الطفل هشًا إزاء الاستيعاب المتدني. من العوامل التي ستعزز هكذا هشاشة: التمييز العنصري والمكانة والتغيرات الاقتصادية التي جعلت الحراك الاجتماعي بين الأجيال أصعب.
بالإضافة إلى ذلك، توفر أنماط مختلفة من الاندماج موارد معينة، يمكن لمهاجري الجيل الثاني استخدامها للتغلب على التحديات التي تواجههم في عملية الاستيعاب. إذا كان الطفل ينتمي إلى مجموعة مُستثناة من التحامل الذي يواجهه معظم المهاجرين، مثل المهاجرين الأوروبيين، فسيشهد عملية استيعاب أسهل. يمكن أن يستفيد المهاجر من الجيل الثاني أيضًا من شبكات اجتماعية قائمة ومستقرة ضمن الطائفة ذات الاثنية الواحدة. تقدم هذه الشبكات لهؤلاء الأطفال موارد إضافية أكثر من تلك التي تقدمها الحكومة، مثل منافذ لوظائف ذات أجر جيد في أعمال مؤسسة من قِبل هذه الطائفة الاثنية.
يملك أطفال الطبقة المتوسطة من المهاجرين أرجحية أكبر على أطفال الطبقة الأدنى من المهاجرين من ناحية الارتقاء على السلم الاجتماعي والانضمام للتيار السائد في المجتمع الأمريكي، إذ لديهم إمكانية الحصول على الموارد الممنوحة من قِبل أهلهم بالإضافة إلى الفرص التعليمية الممنوحة إلى الطبقة المتوسطة في الولايات المتحدة.

#### الاستيعاب المتدني
تؤثر عوامل متعددة على إمكانية حدوث الاستيعاب المتدني، من ضمنها العرق والمكانة وغياب سلالم الحراك الاجتماعي. بشكل عام، يدخل المهاجرون قطاعات القوى العاملة التي تعاني من أجور منخفضة، عادةً من خلال وظائف في قطاع الخدمات والتصنيع. نادرًا ما توفر هكذا وظائف فرصًا للتحرك صعودًا على السلم الاجتماعي. يؤثر تدني الأجور وقلة الموارد المتاحة للمهاجرين الأهالي على احتمالية خروج أطفالهم المولودين في الولايات المتحدة من الفقر. يمكن أن يختبر الأطفال المولودون لمهاجرين قليلي الخبرة، تماهيًا ضمن المجموعات المُعدمة في الولايات المتحدة. بدلًا من التأقلم مع قيم التيار السائد وتطلعات المجتمع الأميركي، يتخذون موقف العدائية الذي يتسم به الفقراء، ويدخلون حلقة الفقر المفرغة. وفقًا لنظرية الاستيعاب المجزأ، يكون تعرض مهاجري الجيل الثاني لاستيعاب متدني أقل احتمالًا حين يكون عرقهم لا يتواءم مع مجموعات تشهد تحاملًا واستبعادًا، مثل الأفارقة الأمريكيين. أيضًا، يمكن أن تدخل العائلات المهاجرة مجموعات عرقية ذات تأسيس جيد في الولايات المتحدة لزيادة مجموعة الموارد خاصتهم، مقللين احتمالية تعرض أطفالهم للاستيعاب المتدني.